# Phytomyza rostrata
Phytomyza rostrata este o specie de muște din genul Phytomyza, familia Agromyzidae, descrisă de Erich Martin Hering în anul 1934. Conform Catalogue of Life specia Phytomyza rostrata nu are subspecii cunoscute.